# Хьюз, Майкл (1961)
Майкл Хьюз (англ. Michael Hughes; род. 1961) — британский историк, специалист по России XIX и XX веков. Доктор философии (1991), профессор Ланкастерского университета и прежде Ливерпульского университета.
Вспоминал, что уже с детства был очарован Россией.
Окончил Лондонскую школу экономики, получил там степень доктора философии (1991). В последние годы холодной войны являлся стипендиатом Британского совета в Московском университете. Работал в Университете Брунеля и Ливерпульском университете, в последнем заведовал кафедрой. В 2013 перебрался в Ланкастер. В 2015-18 заведовал там кафедрой истории. В 2010—2014 член совета и казначей Королевского исторического общества, в 2015-19 казначей Британской ассоциации славянских и восточноевропейских исследований (British Association for Slavonic & East European Studies). Выступал в СМИ. Его в особенности интересуют мыслители славянофильской традиции, он также занимается англо-российскими отношениями и интересуется ролью религии в международной политике. Создал биографии архиепископа Рэндалла Дэвидсона (Archbishop Randall Davidson, 2018) {Рец.} и Стивена Грэма (Beyond Holy Russia: The Life and Times of Stephen Graham, 2014) {Рец.}. Работает над созданием биографии Феликса Волховского.
Опубликовал шесть монографий, ряд сборников, а также более пятидесяти журнальных статей и книжных глав. Публиковался в Critical Survey, Local Historian, Journal of Church and State, Slavonic and East European Review, Contemporary British History. Автор Diplomacy Before the Russian Revolution (2000).